# Robin Hood

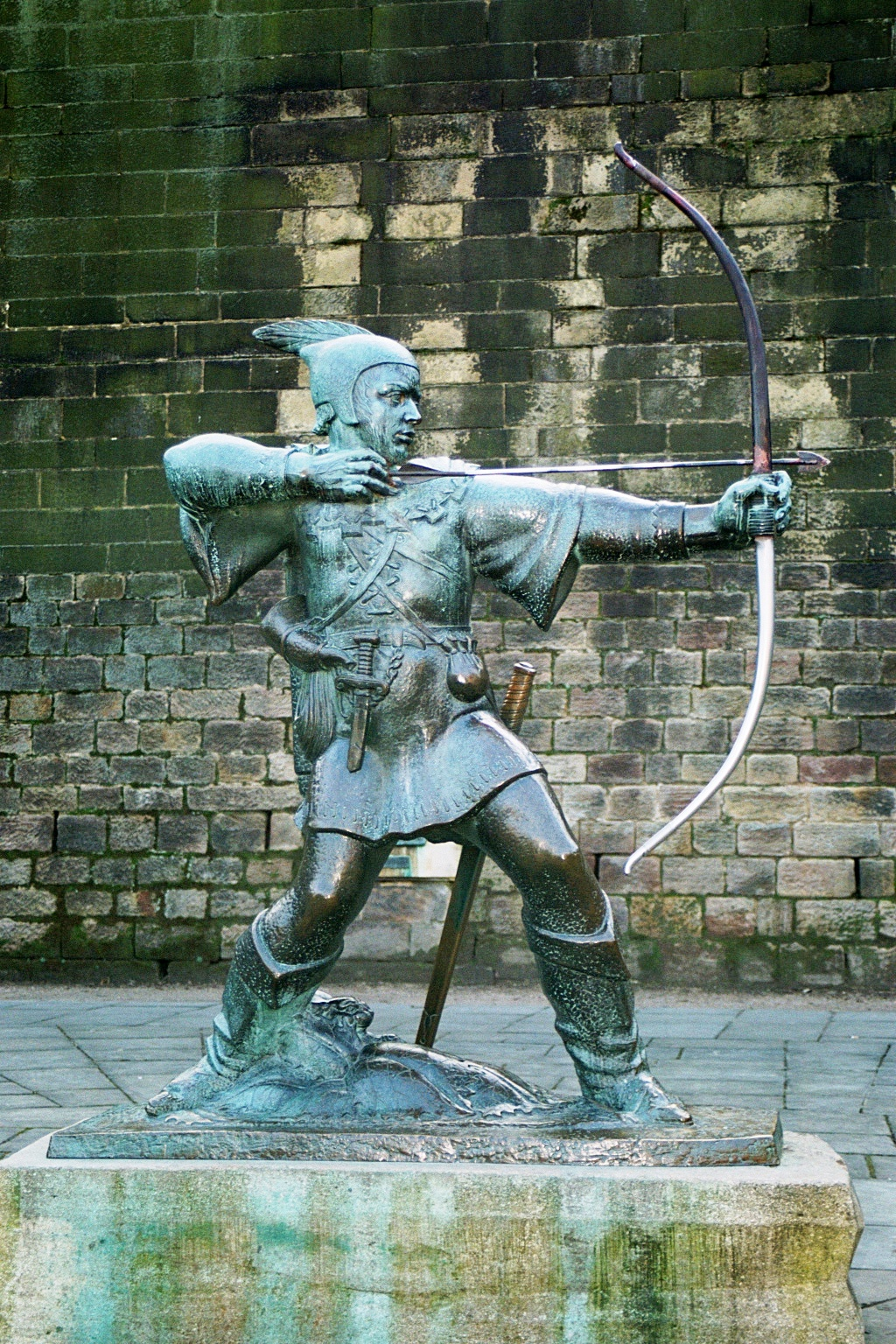
Estatua de Robin Hood en el Memorial de Nottingham.

Robin Hood es un arquetipo de héroe y forajido del folclore inglés medieval. Inspirado por Ghino di Tacco (ladrón histórico italiano cuya fama lo llevó a ser mencionado en la Divina comedia y el Decamerón), su personaje es un hombre llamado Robin Longstride o Robin de Locksley (o Loxley), quien sería de gran corazón y viviría fuera de la ley, escondido en los bosques de Sherwood y Barnsdale, cerca de la ciudad de Nottingham. El mejor arquero, defensor de los pobres y oprimidos, según la leyenda luchaba contra el sheriff de Nottingham y el príncipe Juan sin Tierra, quienes utilizaban la fuerza pública para acaparar ilegítimamente las riquezas de los nobles que se les oponían. En la Inglaterra medieval, todo individuo que se oponía a los edictos reales era considerado forajido.

## Etimología
En inglés, Robin Hood significa "Caperuza de petirrojo", pero también "Robin el truhán". La traducción "Robin de los Bosques" es un error que seguramente proviene de la confusión entre hood ("capucha" o "truhan") y su parónimo wood  ("madera"). Hood podía  significar "truhán" en inglés, por lo que Robin Hood podría ser originalmente "Robin el truhán". La famosa capucha, elemento distintivo del personaje, podría ser un elemento añadido a posteriori por la leyenda anglosajona a fin de explicar el nombre por el sombrero y ya no asociarlo con su lado criminal.

## Fuentes históricas

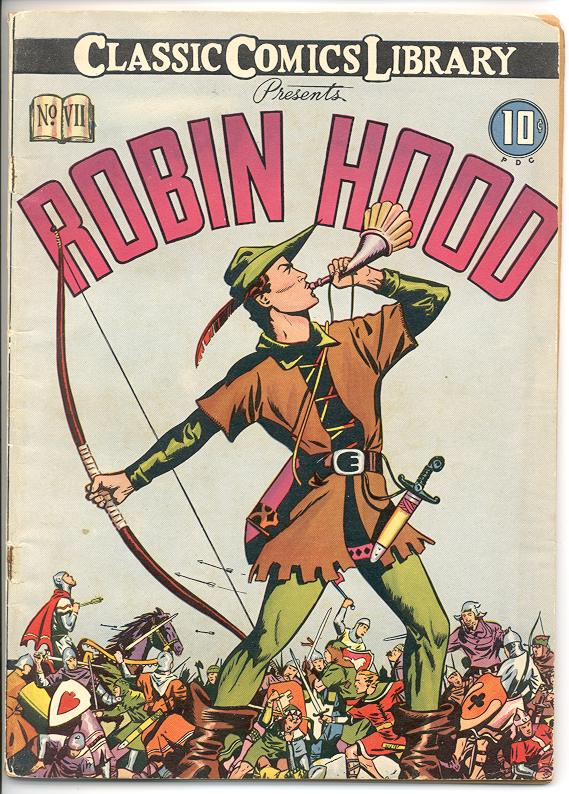
Portada de un ejemplar de Classic Comics sobre Robin Hood.

## Cronología de las primeras menciones

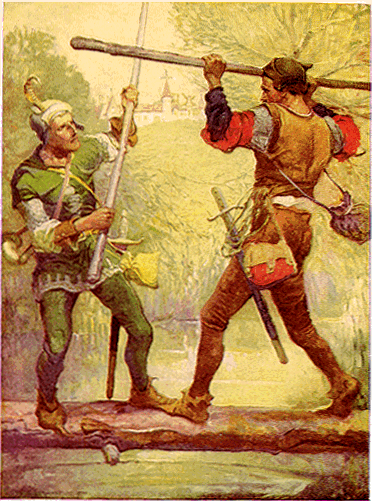
Robin Hood y el Pequeño Juan, por Louis Rhead (1912)

## Filmografía

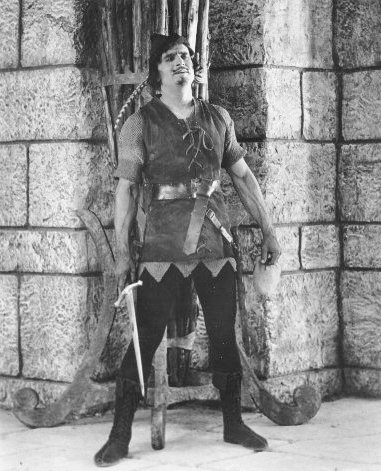
Douglas Fairbanks como Robin Hood.